# Euonymus

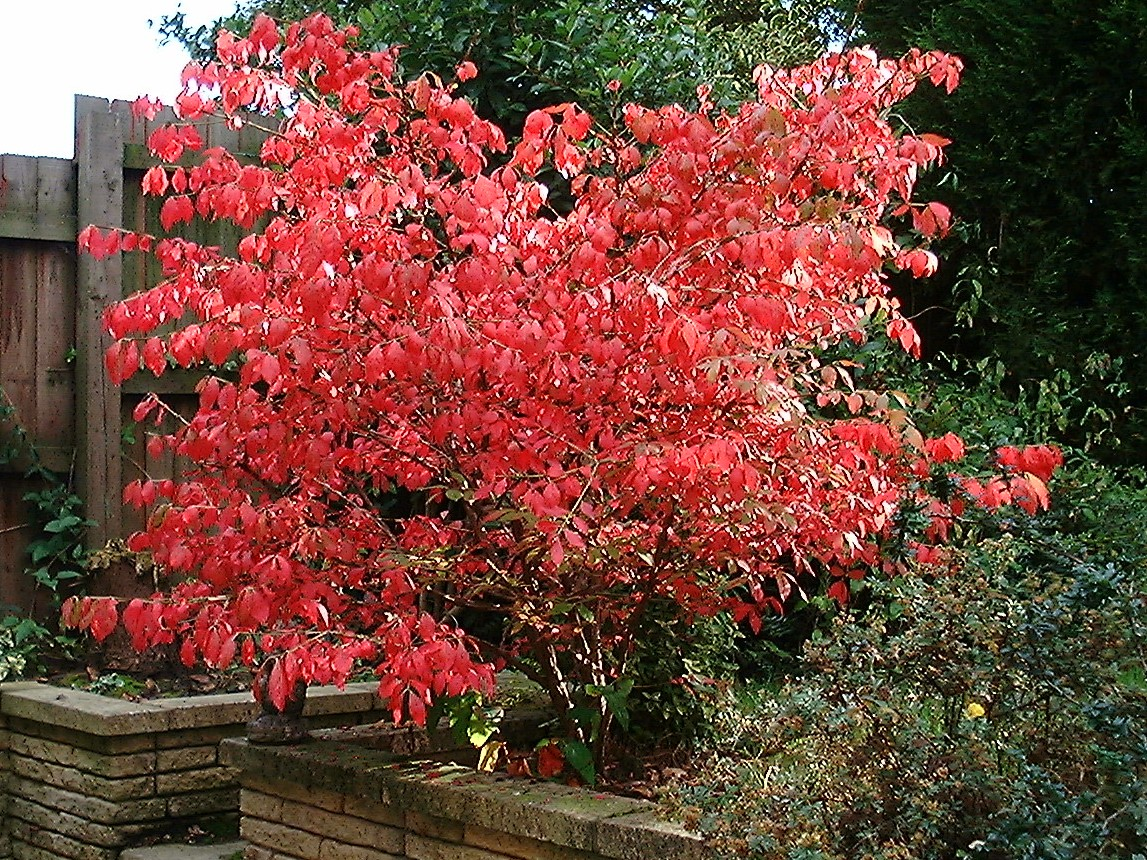
Exemplar d'Euonymous alatus amb la coloració de tardor

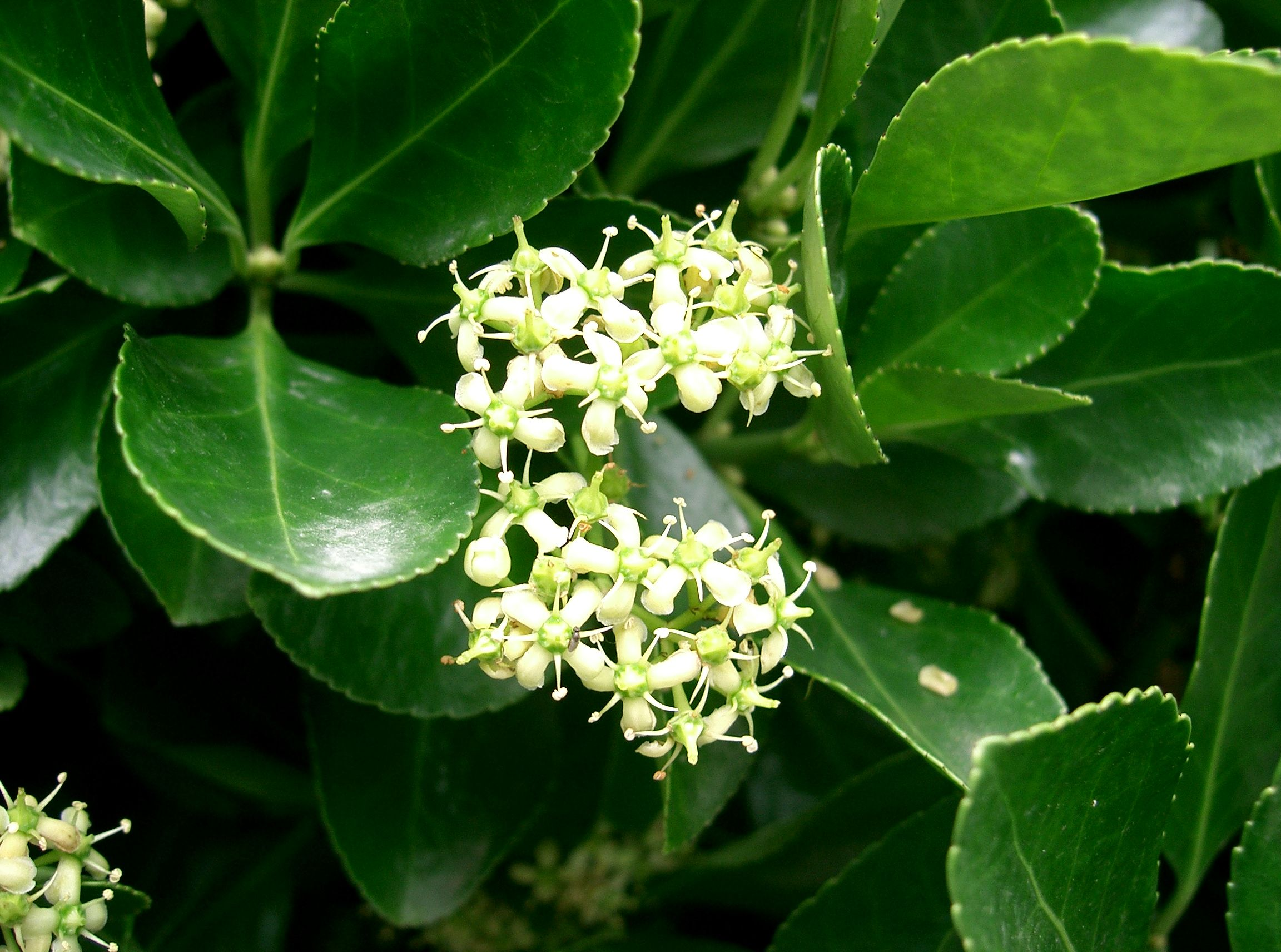
Inflorescència d'Euonymus japonicus.

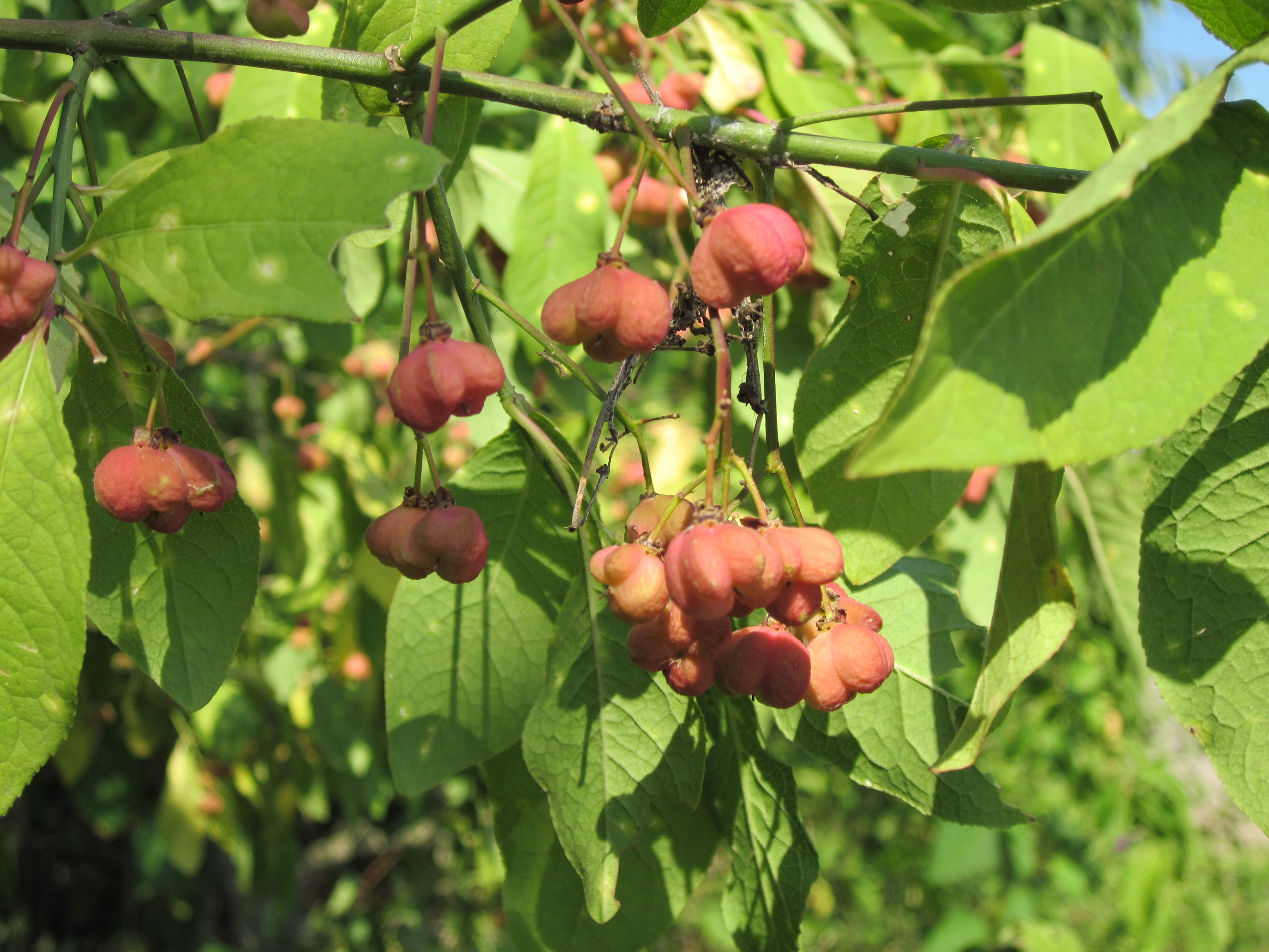
Fruits del boneter Euonymus europaeus mostrant la forma de bonet.

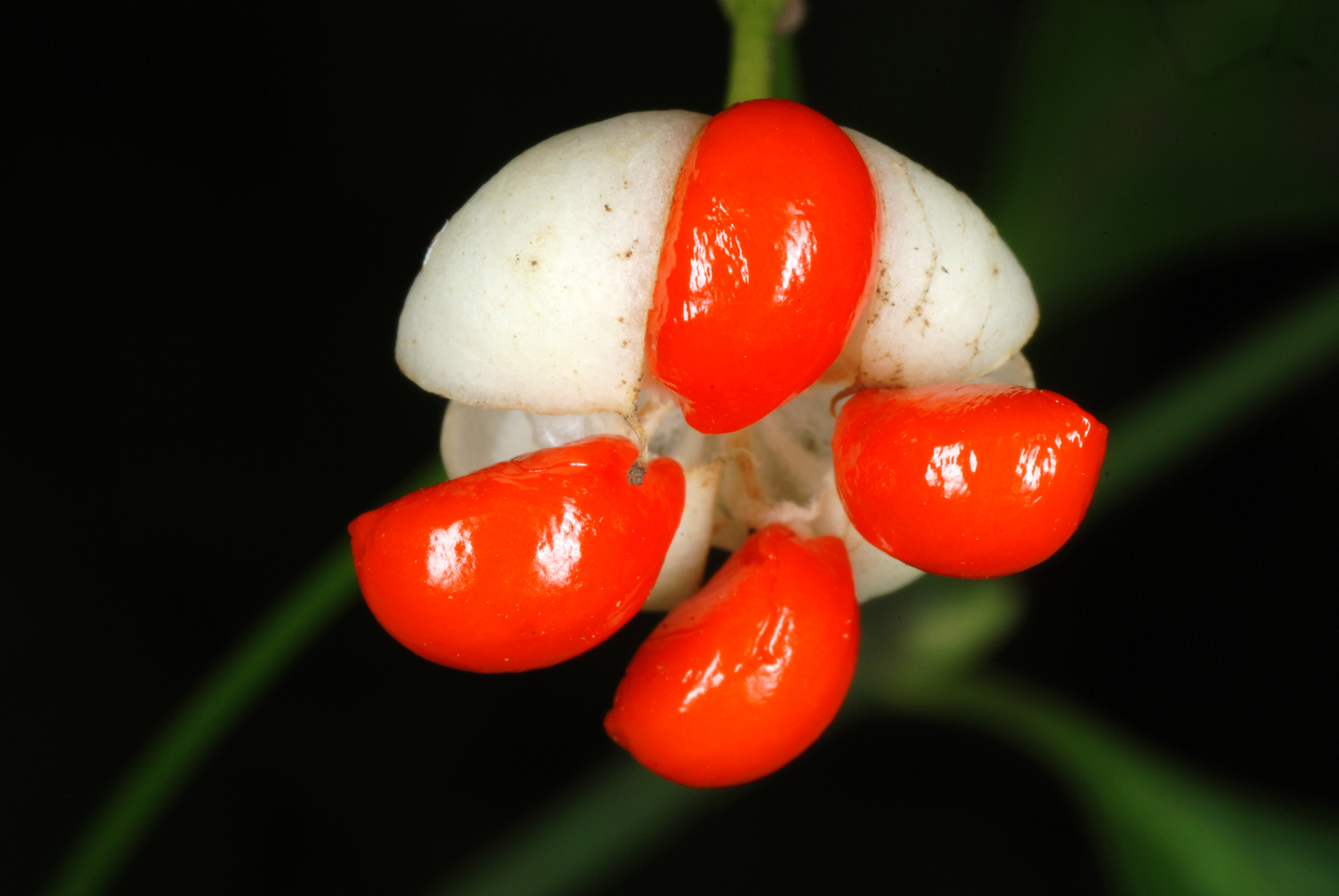
Càpsula oberta d'Euonymus fortunei mostrant els arils vermells que embolcallen les quatre llavors.

Boneter, bonet, bonets o evònim (Euonymus) és un gènere de plantes angiospermes de la família de les celastràcies (Celastraceae). Són plantes natives d'Europa, Àsia, Amèrica del Nord, Amèrica Central, l'extrem nord-oest d'Àfrica, Madagascar, Malèsia i Queensland. Són plantes tòxiques pels humans, tot i així són molt utilitzades en jardineria per seu fullatge i fruits que són molt atractius a la tardor.

## Descripció
Són arbusts o arbres, habitualment glabres. Les fulles són simples, peciolades i amb estípules, enteres, serrulades o denticulades, la nervadura és pinnada, habitualment es disposen de manera oposada, però en algunes espècies ho fan de manera alternada o verticil·lada. Les flors són actinomorfes, acostumen a ser hermafrodites però hi ha espècies a les que són unisexuals. El calze està format per 4 o cinc sèpals i la corol·la per 4 o 5 pètals que poden ser de color verd, groc, vermell o porpra. Nectari amb forma de disc intraestaminal. A l'androceu el nombre d'estams coincideix amb el de pètals (4 o 5). Al gineceu hi ha un sol pistil amb 4 o 5 lòculs, l'ovari és súper i la placentació axil·lar. Les flors s'acostumen a agrupar en inflorescències cimoses terminals o axil·lars. El fruit és una càpsula globosa o obovoide amb dehiscència loculicida, les llavors són embolcallades per un aril groc, taronja o vermell.

## Taxonomia
Aquest gènere va ser publicat per primer cop l'any 1753 al primer volum de l'obra Species Plantarum del botànic suec Carl von Linné (1707-1778).

### Espècies
Dins del gènere Euonymus es reconeixen les 146 espècies següents:
- Euonymus acanthocarpus Franch.
- Euonymus acanthoxanthus Pit.
- Euonymus actinocarpus Loes.
- Euonymus aculeatus Hemsl.
- Euonymus aculeolus C.Y.Cheng ex J.S.Ma
- Euonymus acuminifolius Blakelock
- Euonymus acutangulus Wight
- Euonymus alatus (Thunb.) Siebold
- Euonymus americanus L.
- Euonymus aquifolium Loes. & Rehder
- Euonymus atropurpureus Jacq.
- Euonymus attenuatus Wall. ex M.A.Lawson
- Euonymus australianus F.Muell.
- Euonymus baekdusanensis M.Kim
- Euonymus balansae Sprague
- Euonymus barberi Murugan & Manickam
- Euonymus benguetensis Merr.
- Euonymus benthamii Lundell
- Euonymus bockii Loes.
- Euonymus boninensis Koidz.
- Euonymus bullatus Wall. ex M.A.Lawson
- Euonymus carnosus Hemsl.
- Euonymus castaneifolius Ridl.
- Euonymus centidens H.Lév.
- Euonymus chengiae J.S.Ma
- Euonymus chenmoui W.C.Cheng
- Euonymus chiapensis Lundell
- Euonymus chibae Makino
- Euonymus chloranthoides Yen C.Yang
- Euonymus chui Hand.-Mazz.
- Euonymus clivicola W.W.Sm.
- Euonymus cochinchinensis Pierre
- Euonymus compressus F.Du & M.M.Li
- Euonymus contractus Sprague
- Euonymus cornutus Hemsl.
- Euonymus corymbosus Sprague & Bullock
- Euonymus costaricensis Standl.
- Euonymus crenulatus Wall. ex Wight & Arn.
- Euonymus darrisii H.Lév.
- Euonymus dichotomus B.Heyne ex Wall.
- Euonymus dielsianus Loes.
- Euonymus distichus H.Lév.
- Euonymus dolichopus Merr. ex J.S.Ma
- Euonymus eberhardtii Tardieu
- Euonymus echinatus Wall.
- Euonymus elaeodendroides Loes.
- Euonymus enantiophyllus (Donn.Sm.) Lundell
- Euonymus europaeus L.
- Euonymus euscaphis Hand.-Mazz.
- Euonymus fangdingianus Xiong Li & W.H.Wu
- Euonymus ficoides C.Y.Cheng ex J.S.Ma
- Euonymus fimbriatus Wall.
- Euonymus fortunei (Turcz.) Hand.-Mazz.
- Euonymus frigidus Wall.
- Euonymus fulgens Aver.
- Euonymus fusiformis R.Parker
- Euonymus gibber Hance
- Euonymus giraldii Loes.
- Euonymus glaber Roxb.
- Euonymus glandulosus (Merr.) Ding Hou
- Euonymus gracillimus Hemsl.
- Euonymus grandiflorus Wall.
- Euonymus hainanensis W.Y.Chun & F.C.How
- Euonymus hamiltonianus Wall.
- Euonymus hemsleyanus Loes.
- Euonymus huae J.S.Ma
- Euonymus hukuangensis C.Y.Cheng ex J.S.Ma
- Euonymus hupehensis (Loes.) Loes.
- Euonymus impressus Blakelock
- Euonymus indicus B.Heyne ex Wall.
- Euonymus japonicus Thunb.
- Euonymus jinyangensis C.Y.Chang
- Euonymus kachinensis Prain
- Euonymus kanyakumariensis Murugan & Manickam
- Euonymus kengmaensis C.Y.Cheng ex J.S.Ma
- Euonymus kweichowensis Chen H.Wang
- Euonymus lanceolatus Yatabe
- Euonymus latifolius (L.) Mill.
- Euonymus lawsonii C.B.Clarke ex Prain
- Euonymus laxiflorus Champ. ex Benth.
- Euonymus leiophloeus Steven
- Euonymus lichiangensis W.W.Sm.
- Euonymus lucidus D.Don
- Euonymus lushanensis F.H.Chen & M.C.Wang
- Euonymus lutchuensis T.Itô
- Euonymus maackii Rupr.
- Euonymus macrocarpus Gamble ex Oliv.
- Euonymus macropterus Rupr.
- Euonymus melananthus Franch. & Sav.
- Euonymus mengtseanus (Loes.) Sprague
- Euonymus mexicanus Benth.
- Euonymus microcarpus (Oliv. ex Loes.) Sprague
- Euonymus moluccensis Blakelock ex Ding Hou
- Euonymus myrianthus Hemsl.
- Euonymus nanoides Loes. & Rehder
- Euonymus nanus M.Bieb.
- Euonymus nitidus Benth.
- Euonymus obovatus Nutt.
- Euonymus occidentalis Nutt. ex Torr.
- Euonymus oxyphyllus Miq.
- Euonymus parasimilis C.Y.Cheng ex J.S.Ma
- Euonymus percoriaceus C.Y.Wu ex J.S.Ma
- Euonymus phellomanus Loes.
- Euonymus pittosporoides C.Y.Cheng ex J.S.Ma
- Euonymus pleurostylioides (Loes.) H.Perrier
- Euonymus potingensis Chun & F.C.How ex J.S.Ma
- Euonymus pseudovagans Pit.
- Euonymus recurvans Miq.
- Euonymus rehderianus Loes.
- Euonymus revolutus Wight
- Euonymus rothschuhii Loes.
- Euonymus sachalinensis (F.Schmidt) Maxim.
- Euonymus salicifolius Loes.
- Euonymus sanguineus Loes.
- Euonymus schensianus Maxim.
- Euonymus semenovii Regel & Herder
- Euonymus serratifolius Bedd.
- Euonymus sootepensis Craib
- Euonymus spraguei Hayata
- Euonymus subcordatus J.S.Ma
- Euonymus subsulcatus Prain
- Euonymus szechuanensis C.H.Wang
- Euonymus tashiroi Maxim.
- Euonymus tenuiserratus C.Y.Cheng ex J.S.Ma
- Euonymus ternifolius Hand.-Mazz.
- Euonymus theacola C.Y.Cheng ex T.L.Xu & Q.H.Chen.
- Euonymus theifolius Wall. ex M.A.Lawson
- Euonymus tibeticus W.W.Sm.
- Euonymus tingens Wall.
- Euonymus tonkinensis (Loes.) Loes.
- Euonymus tsoi Merr.
- Euonymus vaganoides C.Y.Cheng ex J.S.Ma
- Euonymus vagans Wall.
- Euonymus velutinus Fisch. & C.A.Mey.
- Euonymus venosus Hemsl.
- Euonymus verrucocarpus C.Y.Cheng ex J.S.Ma
- Euonymus verrucosoides Loes.
- Euonymus verrucosus Scop.
- Euonymus viburnoides Prain
- Euonymus walkeri Wight
- Euonymus wilsonii Sprague
- Euonymus wrayi King
- Euonymus wui J.S.Ma
- Euonymus wulinensis S.S.Ying
- Euonymus yakushimensis Makino
- Euonymus yunnanensis Franch.

### Sinònims
Els següents noms científics són sinònims heterotípics d'Euonymus:
- Genitia Nakai
- Kalonymus (Beck) Prokh.
- Masakia (Nakai) Nakai
- Melanocarya Turcz.
- Pragmatropa Pierre
- Pragmotessara Pierre
- Quadripterygium Tardieu
- Sphaerodiscus Nakai
- Turibana (Nakai) Nakai
- Vyenomus C.Presl

## Fusta
La fusta del boneter silvestre és útil i preuada. De color groguenc clar, és apta per a la talla. Semblant a la fusta de boix però menys dura. El carbó de boneter era emprat en la fabricació de pólvora negra.